# Bécsújhelyi Mozdonygyár

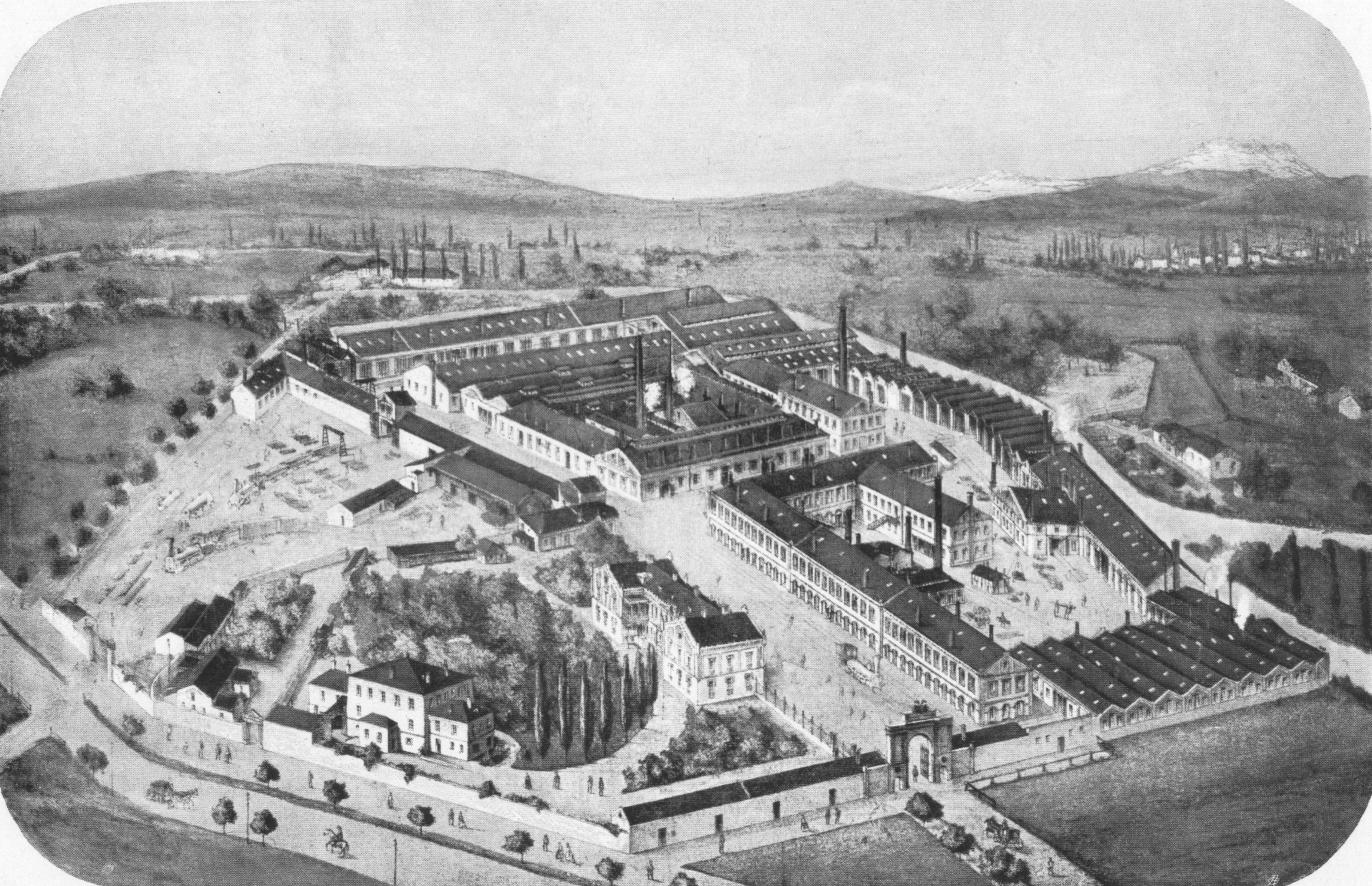
A Bécsújhelyi Mozdonygyár látképe az 1860-as években

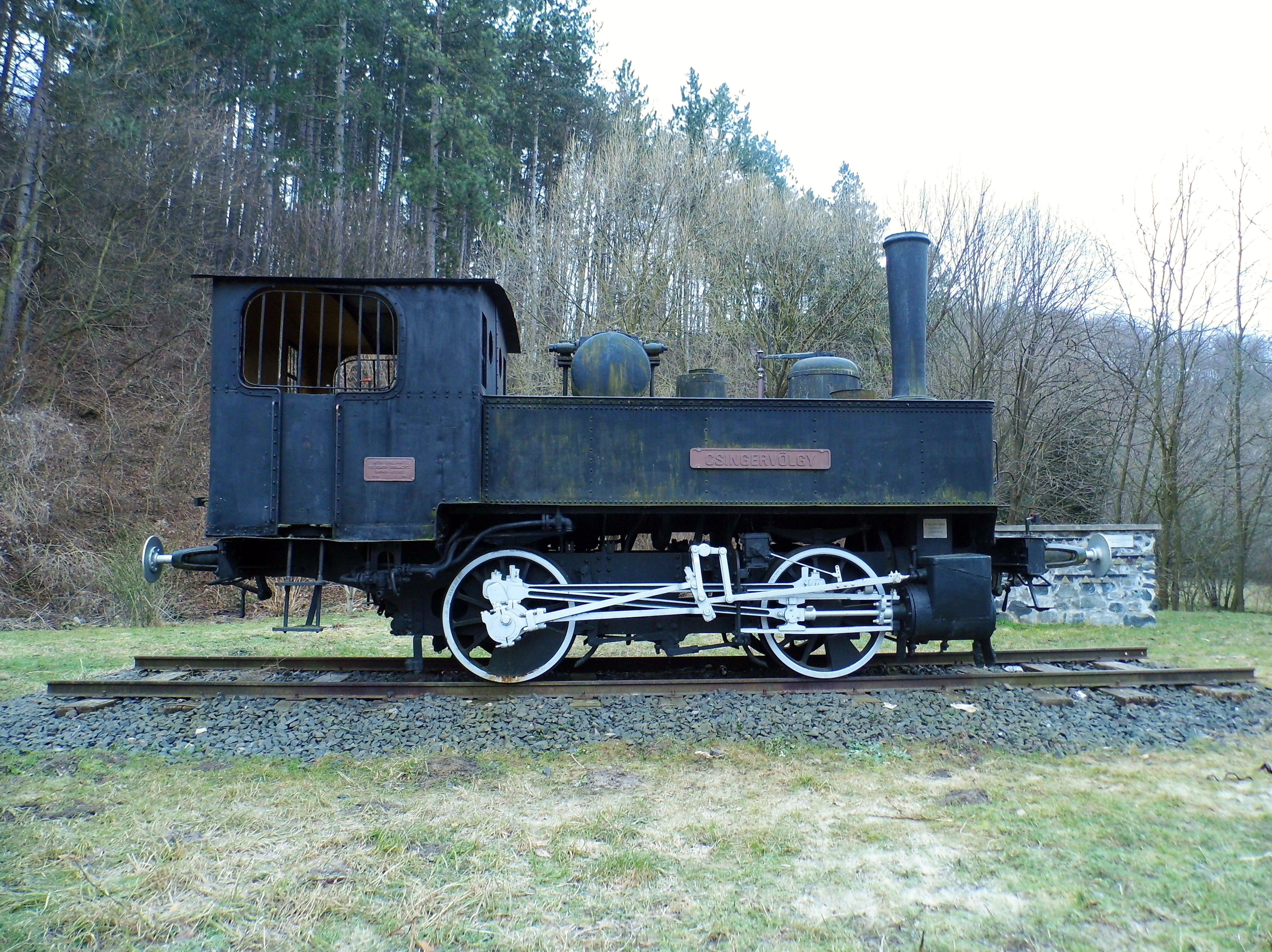
A Csingervölgy kiállítva Csingervölgyben

Az alsó-ausztriai Bécsújhelyen működött Bécsújhelyi Mozdonygyár (Wiener Neustädter Lokomotivfabrik) az Osztrák–Magyar Monarchia legnagyobb mozdony- és gépgyára volt. A második világháború alatt a Rax Művek területén működött, mely fegyvergyártással foglalkozott és a mauthauseni koncentrációs tábor külső telephelye volt.
Az üzem megnevezése az idők folyamán – teljesség nélkül – az alábbiak szerint alakult:
- Locomotiv-Fabrik von Prevenhueber, Günther & Armbruster, Wiener-Neustadt (1842-től)
- Locomotiv-Fabrik von W. Günther, Wiener-Neustadt (1845. szeptember 16-ától)
- Locomotiv-Fabrik G. Sigl, Wiener-Neustadt (1861-től)
- Locomotiv-Fabrik G. Sigl, Wien und Wiener-Neustadt (1867-től)
- Aktien-Gesellschaft der Lokomotiv-Fabrik vormals G. Sigl, Wiener Neustadt (1875-től)

## Története
Már 1841-ben megnyitották a Bécs–Bécsújhely vasútvonalat, melyet 1842-ig meghosszabbítottak Gloggnitzig a Bécs–Győr Vasút égisze alatt és 1854-ben elérte a Semmeringet. Az intenzív vasútépítések miatt hamar szükségessé vált egy hazai mozdonygyár létrehozása

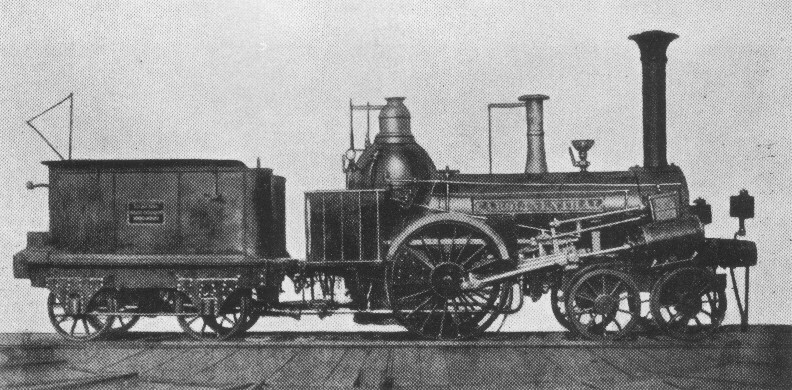
A k.k. Nördlichen Staatsbahn „Carolinenthal” nevű mozdonya 4/1842 gyári szám

1842-ben Wenzel Günther, a cs. és kir. szab. Bécs–Győr Vasút mérnöke, Josef Sessler, a stájer vasmű-tulajdonos (akit veje, Carl von Prevenhueber képviselt), valamint Heinrich Bühler és Fidelius Armbruster alapítottak Bécsújhelyen mozdonygyárat. 1858-ban Wenzel Günther az 1845-től kizárólagos tulajdonában lévő gyárat pénzügyi okokból az Österreichische Creditanstalt für Handel und Gewerbe részére eladja. A Kreditanstalt a gyár vezetésével John Hallt bízza meg, majd az üzemet 1861-ben Georg Sigl bécsi gépgyár-tulajdonosnak adta bérbe. Ekkor a gyár neve Locomotiv-Fabrik G. Sigl, Wiener-Neustadtra változik. Sigl 1867-ben az üzemet megvásárolja és bécsi üzemével egyesíti Locomotiv-Fabrik G. Sigl, Wien und Wiener-Neustadt néven. Sigl az Osztrák–Magyar Monarchia legnagyobb gépgyárát hozta létre. Míg 1866-ban 76 db mozdony készült az üzemben, ez a szám 1870-ben elérte a 117 db-ot. Ebben az évben elkészült a gyár ezredik mozdonya és a létszám meghaladta a 4 000 főt. A csúcsot az 1873. év jelentette 174 db-os termeléssel. A gyár mozdonyokon kívül kazánokat, sajtoló- és más gépeket is gyártott, melyeket világszerte exportált. Az ebben az évben beköszöntött osztrák gazdasági válság miatt azonban a számok csökkenni kezdtek és ezt az éves kibocsátást később sem érte már el. Az üzem 1875-től részvénytársaságként, Aktien Gesellschaft der Lokomotiv-Fabrik vormals G. Sigl néven működött tovább.
A Bécsújhelyi Mozdonygyár korán szerephez jutott az osztrák munkásmozgalomban. Így már az 1848-as márciusi forradalom következményeképp bevezették a 10 órás munkanapot, melyet azonban az ellenforradalom megszüntetett. 1865-ben a Bécsújhelyi Mozdonygyárban hozták létre az első osztrák munkásegyletet.
Az első világháború alatt a termelés újra tekintélyes nagyságot ért el, a létszám pedig újra elérte a 3000 főt. A gyár kapacitásának egy részét a hadianyag-termelés kötötte le.
A Bécsújhelyen 1916. július 10-én végigsöpört tornádó a gyár nagy részét annyira megrongálta, hogy csak a bejárati kapu maradt épen. Ez ma műemléki védettség alatt áll és az osztrák munkásmozgalomnak állít emléket. Az első világháború után a Monarchia szétesésével a termelés jelentősen visszaesett. A vasút rendeléseket mondott vissza, újak pedig nem születtek. Kénytelenek voltak készletre gyártani, melyet később külföldön értékesítettek. Igazi komoly exportmegrendelés azonban nem született. A gyár létszáma is néhány száz főre redukálódott.
A világgazdasági válság kitörésével az időközben négy osztrák mozdonygyár a kis osztrák piacon olyan mértékű túlkínálatot jelentett, hogy 1930-ban az időközben az Österreichische Credit-Anstalt tulajdonába került Aktien Gesellschaft der Lokomotiv-Fabrik vormals G. Sigl egyesült a Floridsdorfi Mozdonygyárral, és bezárni kényszerült.

Utolsóként 5828-as gyári számmal egy B tengelyelrendezésű tűznélküli gőzmozdony hagyta el a gyárat. A gyári számozási rendszer bonyolultsága miatt ez valójában a bécsújhelyi üzem 4999. új építésű mozdonya volt.
Az Anschlusst követően az üzem a német Henschel & Sohn céghez került. A mozdonygyártási kapacitás növelésére az üzemet jelentősen kibővítették. 1942. május 5-én az egykori mozdonygyár Rax-Werk Ges.m.b.H. nevet kapta és 1943-tól V–2-rakétaalkatrészek gyártását is végezte. A gyár 1945-ben bombatalálatok következtében teljesen elpusztult.

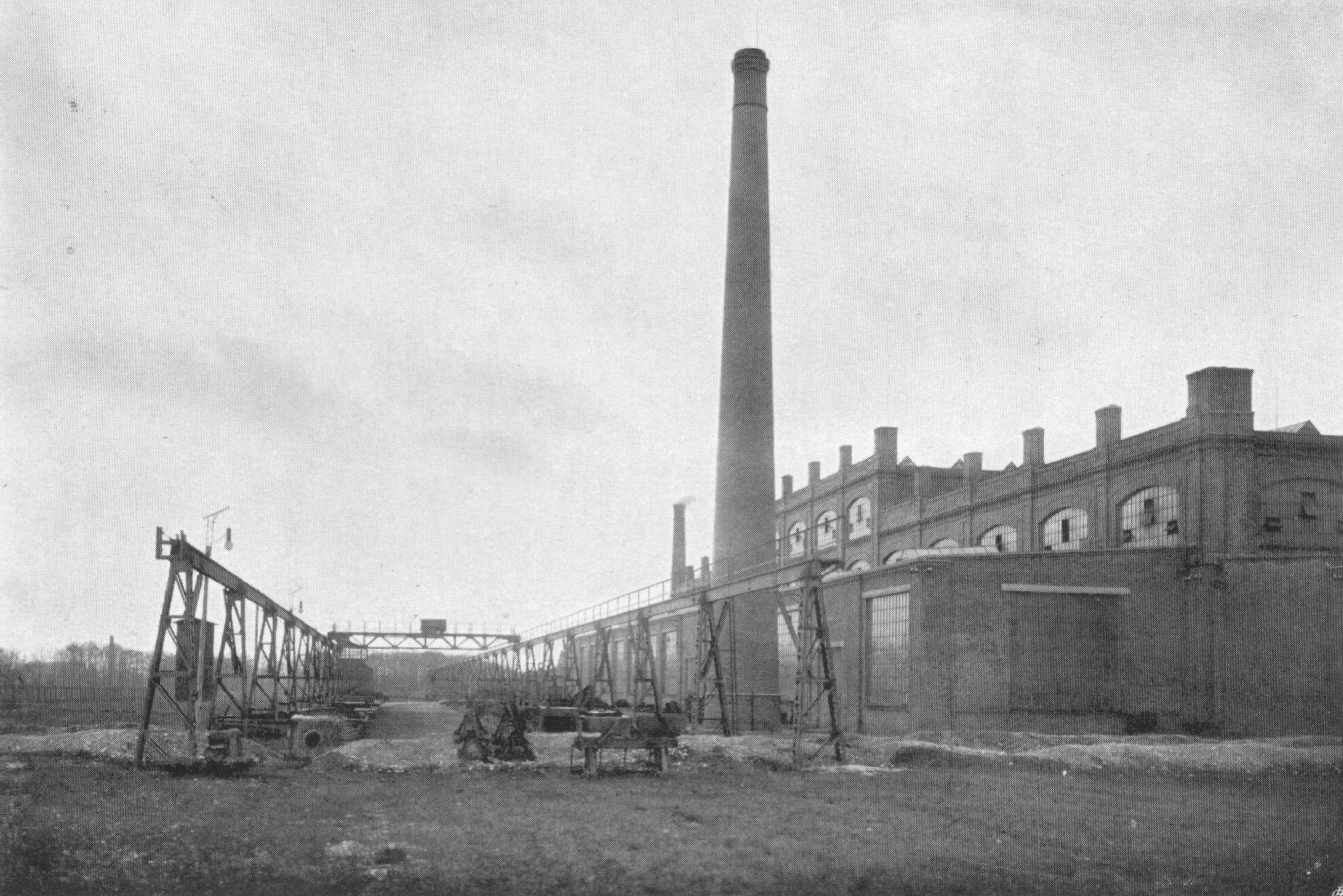
A 320 m hosszú rakodótéri daru
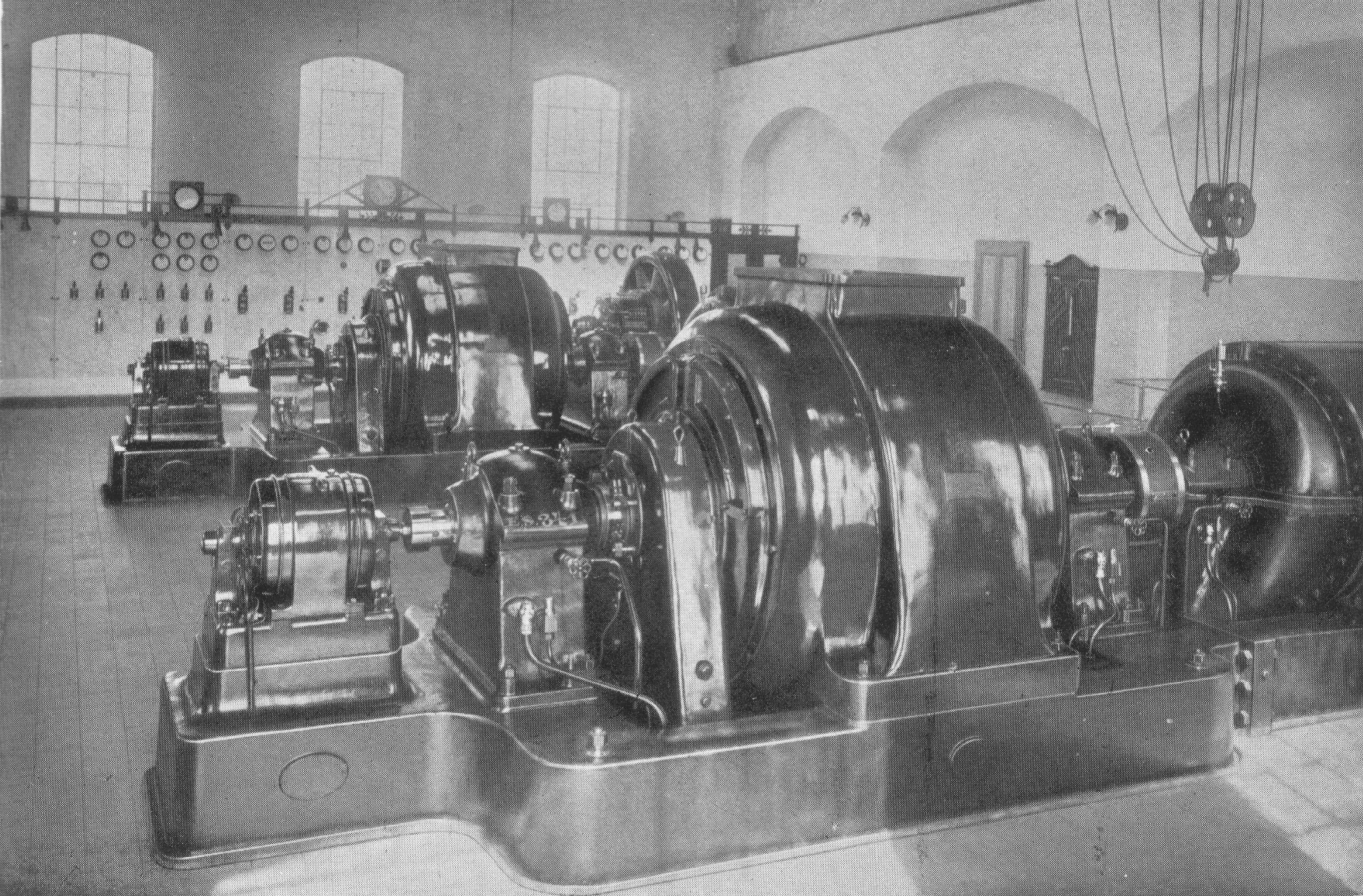
Az elektromos központ gépháza
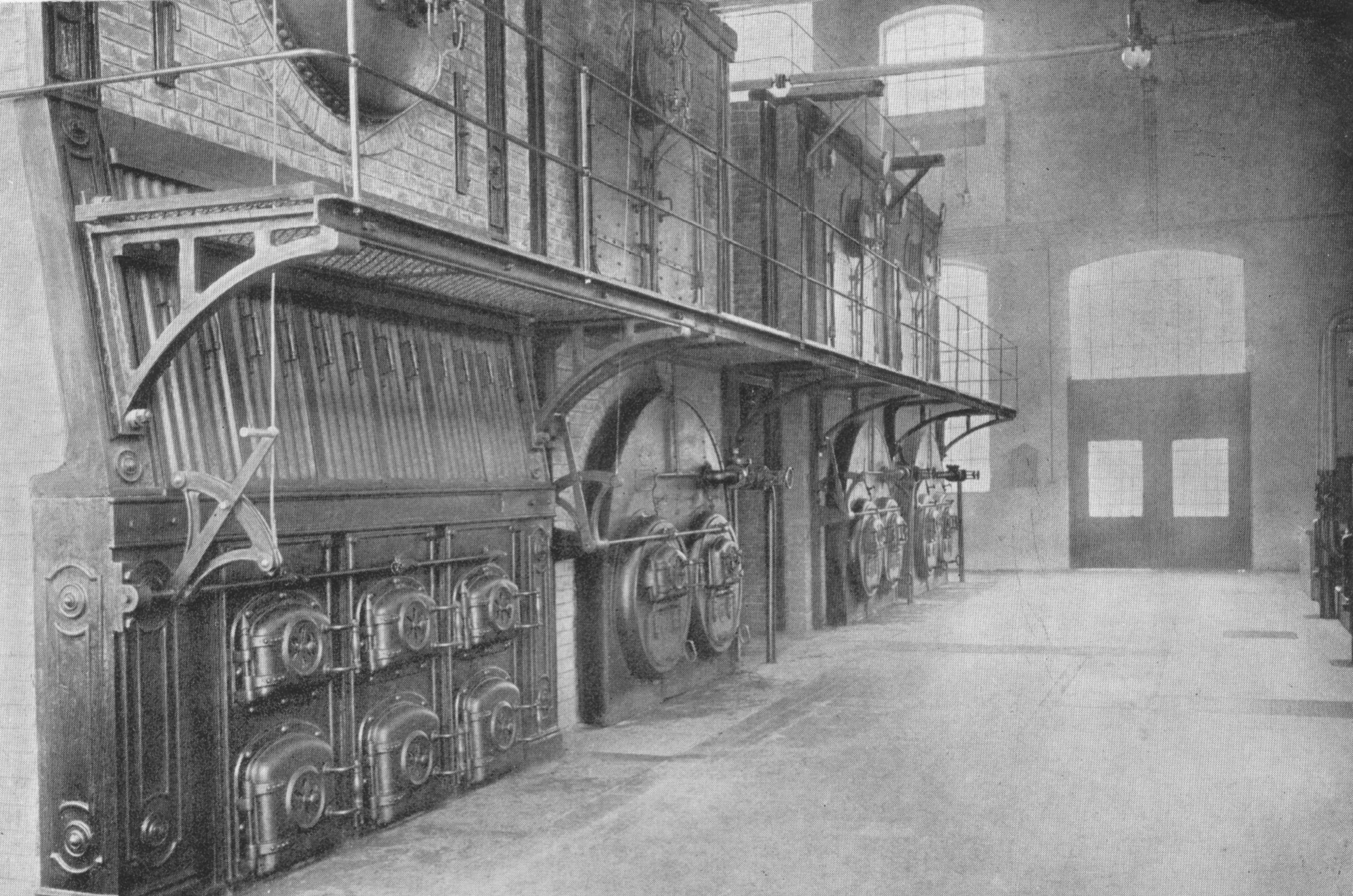
A Mozdonygyár kazánja

## Szerepe a magyar vasúttörténetben
A Bécsújhelyi Mozdonygyár már nagyon korán, jóval a MÁV megalakulása előtt fontos szállítója volt a magyar vasúttársaságoknak. A MÁV legelső (IIIb. és IIa. osztályok, később 355 és 236 sorozatok) és legelső saját beszerzésű (II., III., IV. és V. osztályok, később 238, 335, 441 és 374 sorozatok) gőzmozdonyai mind a Bécsújhelyi Mozdonygyárban, a gyár tervei alapján készültek. Jellegzetes stílusuk a MÁV valamennyi első generációs típusára rányomta a bélyegét. A MÁV legidősebb, ma is meglévő gőzmozdonya, III. osztály 269 pályaszámú mozdonya a bécsújhelyi gyár 1144 gyári számú mozdonyaként készült 1870-ben, eredetileg a Magyar Keleti Vasút részére 69 pályaszámmal.

A cég a hazai ipartörténetbe is beírta nevét azzal, hogy a MÁV saját mozdonygyárának, a MÁV Gépgyár első mozdonyai a Sigl tervei alapján készültek. Az első mozdony a már említett III. osztály egysége volt.

A MÁV-on kívül a legtöbb hazai magánvasút is nagy számban vásárolta a bécsújhelyi gyár mozdonyait.